# 沖縄県道134号線
沖縄県道134号線（おきなわけんどう134ごうせん）は沖縄県糸満市賀数と島尻郡八重瀬町志多伯とを結ぶ一般県道。

## 概要

### 区間
- 起点：糸満市字賀数（沖縄県道82号那覇糸満線旧道）
- 終点：島尻郡八重瀬町字志多伯（沖縄県道77号糸満与那原線）
- 総延長：1.9km（実延長も同じ）

### 通過自治体
- 糸満市－島尻郡八重瀬町

### 交差する路線
- 沖縄県道82号那覇糸満線（起点だが旧道）
- 沖縄県道7号奥武山米須線（起点・旧道は県道82号と重複だが、すぐ県道7号バイパスが交差）
- 沖縄県道77号糸満与那原線（終点）

### 路線バス
沖縄バスの以下の路線が全区間通っている。
- 35番・糸満（志多伯）線
- 200番・糸満おもろまち線
- 235番・志多伯おもろまち線

## 歴史・特徴
- 1955年（昭和30年）に琉球政府道134号線として指定。1972年（昭和47年）の本土復帰と同時に県道134号線となる。
- この道路はバス路線でありながら2車線でも全体的に道幅が小さく、特に終点部分は狭い。